# Niševići
Niševići (szerbül:  Нишевићи), falu Bosznia-Hercegovinában, Bosanska krajina területén, Prijedor községben, a Szerb Köztársaságban. 

## Fekvése
Bosznia-Hercegovina északnyugati részén, Banja Lukától légvonalban 24, közúton 36 km-re nyugatra, községközpontjától légvonalban 20, közúton 26 km-re délkeletre, 155 – 165 méteres tengerszint feletti magasságban, a Gomjenica-folyó északi partján fekszik. Több településrészből áll.

## Népessége
| Nemzetiségi csoport | Népesség 1991 | Népesség 2013 |
| ------------------- | ------------- | ------------- |
| Szerb               | 977           | 673           |
| Bosnyák             | 0             | 0             |
| Horvát              | 3             | 5             |
| Jugoszláv           | 10            | 0             |
| Egyéb               | 4             | 3             |
| Összesen            | 994           | 682           |

## Története
A település 1878-ig tartozott az Oszmán Birodalomhoz, ekkor a berlini kongresszus határozata alapján az Osztrák-Magyar Monarchia része lett. 1910-ben a Prijedori járáshoz tartozó településen 76 háztartást, 492 ortodox, 11 muszlim és 5 katolikus lakost találtak.
A monarchia szétesésével 1918-ban előbb a Szerb-Horvát-Szlovén Királyság, majd 1929-től a Jugoszláv Királyság része. 1921-ben a községnek 83 háztartása és 495 lakosa volt. Jugoszlávia megszállása után a falu a Független Horvát Állam (NDH) része lett. 1941. július 31. és augusztus 2. között Omarska község területén az Usztasa 168 embert ölt meg. A Piskavica és Omarska közötti vasút megrongálásának megtorlásaként csak Niševići faluban 44 lakost öltek meg.
1945-től a település a szocialista Jugoszlávia része volt, 1963-ig Omarska községhez tartozott. A boszniai háború idején a település a Boszniai Szerb Köztársaság része volt. A daytoni békeszerződést követő területfelosztásnál a település Prijedor község részeként a Szerb Köztársaság területéhez került.

## Nevezetességei
- Szent Konstantin császár és Szent Ilona császárné tiszteletére szentelt pravoszláv temploma.